# Cutie Street
Cutie Street (geschrieben in Großbuchstaben, jap. キューティーストリート Kyūtīsutorīto) ist eine 2024 gestartete japanische Idol-Gruppe der Talentagentur Asobisystem, die beim Label Kawaii Lab. unter Vertrag steht.

## Geschichte
Das Label Kawaii Lab. kündigte am 23. Juli 2024 die Gründung einer neuen Idol-Gruppe an. Der Name der Gruppe, Cutie Street, wurde eine Woche später der Öffentlichkeit präsentiert und die acht Mitglieder offiziell vorgestellt. Vor ihrem Engagement bei Cutie Street waren die Mitglieder innerhalb der Unterhaltungsindustrie aktiv: Risa Furusawa und Kana Itakura waren als Models tätig, Aika Sano als Schauspielerin. Ayano Masuda, Miyu Umeda und Emiru Kawamoto waren Mitglieder in unterschiedlichen Idol-Gruppen während Haruka Sakuraba Teilnehmerin der Reality-Ausscheidungsshow Produce 101 Japan The Girls war.
Am 4. August 2024 trat die Gruppe erstmals live auf. Dies geschah im Rahmen des Tokyo Idol Festivals. Im November erschien mit Kawaii Dake ja Dame Desu ka? ihre Debütsingle, die neben dem gleichnamigen Lied alle bis dahin auf digitaler Ebene veröffentlichten Stücke enthält. Mit dieser erreichte die Gruppe auf Anhieb Platz drei der heimischen Oricon-Singlecharts. Für das gleichnamige Lied erhielt das Lied drei Nominierungen bei den Music Awards Japan, wurde aber nicht ausgezeichnet. Insgesamt war die Idol-Gruppe vier Mal bei dem Musikpreis nominiert. Zudem wurde das Lied zwischenzeitlich von der Recording Industry Association of Japan mit dem Platin-Status im Streaming-Segment ausgezeichnet.
Am 2. Februar 2025 hielten Cutie Street ihr erstes eigenständiges Konzert im Toyosu Pit in Tokio ab. Am 23. Juli 2025 erschien die Single Kyū ni Stop Dekimasen!/Chikyū Make Up Keikaku in Japan und erreichte mit Platz zwei ebenfalls eine Notierung in den offiziellen Singlecharts.

## Mitglieder
| Aktive Mitglieder                           |                    |          |        |
| Aika Sano (佐野 愛花 Sano Aika)             | 26. November 2000  | Tokio    | Rot    |
| Emiru Kawamoto (川本 笑瑠 Kawamoto Emiru)   | 22. April 2002     | Kanagawa | Orange |
| Kana Itakura (板倉 可奈 Itakura Kana)       | 11. November 2001  | Chiba    | Minze  |
| Nagisa Manabe (真鍋 凪咲 Manabe Nagisa)     | 28. Juni 2004      | Kanagawa | Lila   |
| Miyu Umeda (梅田 みゆ Umeda Miyu)           | 13. September 2004 | Kumamoto | Blau   |
| Haruka Sakuraba (桜庭 遥花 Sakuraba Haruka) | 29. Januar 2006    | Hokkaidō | Pink   |
| Risa Furusawa (古澤 里紗 Furusawa Risa)     | 8. November 2000   | Kumamoto | Gelb   |
| Ayano Masuda (増田 彩乃 Masuda Ayano)       | 26. Mai 2003       | Aichi    | Blau   |

## Diskografie

### Singles
| Jahr | Titel Album                     | Höchstplatzierung, Gesamtwochen, AuszeichnungChartsChartplatzierungen (Jahr, Titel, Album, Platzierungen, Wochen, Auszeichnungen, Anmerkungen) | Anmerkungen                             | [↑]: gemeinsam behandelt mit vorhergehendem Eintrag; [←]: in beiden Charts platziert |
| Jahr | Titel Album                     | JP | Anmerkungen                             |                                                                                      |
| ---- | ------------------------------- | --- | --------------------------------------- | ------------------------------------------------------------------------------------ |
| 2024 | Kawaii Dake ja Dame Desu ka? –  | JP3 Platin (Streaming) · (… Wo.)JP | Erstveröffentlichung: 13. November 2024 |                                                                                      |
| 2025 | Love Train –                    | — | Erstveröffentlichung: 26. Februar 2025  |                                                                                      |
| 2025 | Kyū ni Stop Dekimasen! –        | JP2 (… Wo.)JP | Erstveröffentlichung: 23. Juli 2025     |                                                                                      |
| 2025 | Chikyū Make Up Keikaku –[JP: ↑] | JP2 (… Wo.)JP | Erstveröffentlichung: 23. Juli 2025     |                                                                                      |